# Chromatica
Chromatica és el sisè àlbum d'estudi de la cantant estatunidenca Lady Gaga. Inicialment programat per ser publicat el 10 d'abril de 2020, la publicació de l'àlbum va ser posposada set setmanes a causa de la pandèmia per COVID-19, fins al 29 de maig de 2020.
La cantant pretenia que l'àlbum fes honor al seu "amor absolut per la música electrònica", i compta amb la producció de diversos productors, com BloodPop, BURNS, Axwell i Tchami.
Els temes de l'àlbum giren entorn a la salut mental, la sanació i la cerca de la felicitat a través dels mals moments. També inclou col·laboracions amb Ariana Grande, Blackpink i Elton John.
"Stupid Love" va ser publicat com a single inicial de l'àlbum el 28 de febrer de 2020, i va arribar a la cinquena posició a les llistes d'èxits dels Estats Units. "Rain On Me", en col·laboració amb Ariana Grande, va ser publicat el 22 de maig de 2020 com el segon senzill de l'àlbum. "Sour Candy" va sortir com a senzill promocional el dia 28, hores abans de la publicació de l'àlbum complet.

## Antecedents
Lady Gaga va anunciar el títol i la data de llançament del disc el 2 de Març, acompanyat d'una portava provisional. El dia 24 d'aquell mateix mes, Lady Gaga va anunciar l'aplaçament del disc, a causa de la pandèmia per la COVID-19. Enlloc de la promoció del disc, l'artista estatunidenca es va centrar en l'organització del macroconcert virtual Together At Home i de recaudar diners per l'OMS. Together At Home va tenir lloc el dissabte 18 d'Abril i va comptar amb l'actuació d'una setantena d'artistes, entre els quals la pròpia Gaga.
El dia 5 d'Abril, Lady Gaga va anunciar les diverses portades i edicions en què Chromatica estaria disponible. El 22 d'Abril va anunciar els títols de les cançons del disc, que inclouen col·laboracions amb Ariana Grande, Blackpink i Elton John. Dues setmanes més tard, el 6 de Maig, va anunciar la data de llançament definitiva del disc.

## Premis
Billboard Music Awards
- Àlbum dance/electrònic de l'any

Grammys
- Millor duo pop (Rain on ME)

MTV Video Music Awards (VMAs)
- Cançó de l'any (Rain on Me)
- Col·laboració de l'any (Rain on Me)

MTV Millenial Awards Brazil
- Hit global de l'any (Rain on Me)
- Col·laboració de l'any (Sour Candy)

NRJ Awards
- Col·laboració internacional de l'any (Rain on Me)

## Gira "The Chromatica Ball"
Lady Gaga va anunciar les sis dates de la gira de presentació del disc The Chromatica Ball el dia 2 de Març.

## Èxit comercial
Chromatica es va debutar a la primera posició del Billboard 200, assolint les 274.000 unitats durant la primera setmana als Estats Units. Va ser el cinquè disc que més còpies va vendre durant la seva primera setmana del 2020, i el que més en va vendre d'una artista femenina. Amb Chromatica, Lady Gaga es va convertir en l'artista femenina que més ràpid ha aconseguit sis àlbums número 1 als Estats Units: ho ha fet en poc més de nou anys.
Chromatica va ser l'àlbum més venut a França durant la setmana del seu llançament, amb 21.746 còpies. També va entrar al número 1 de la llista dels àlbum més venuts del Regne Unit, amb 53.000 còpies venudes, més que la suma de les unitats de la resta de discos del top 10. Chromatica es va mantenir una segona setmana al capdamnut de la llista del Regne Unit. A Alemanya va entrar a la tercera posició de la llista d'àlbums, convertint-se en l'àlbum de Lady Gaga en assolir una posició més alta en aquest país des d'ARTPOP.

## Temes de l'àlbum
L'àlbum conté 16 pistes en total, amb una edició exclusiva per a Target Corporation als EUA, amb tres pistes addicionals, i una cançó extra a l'edició japonesa.
| 1.  | «Chromatica I»                     |                                 |      |
| 2.  | «Alice»                            | Axwell                          |      |
| 3.  | «Stupid Love»                      | BloodPop Tchami Martin Ben Rice | 3:14 |
| 4.  | «Rain on Me» (amb Ariana Grande)   | BloodPop BURNS Tchami Rice      | 3:02 |
| 5.  | «Free Woman»                       | Axwell                          |      |
| 6.  | «Fun Tonight»                      |                                 |      |
| 7.  | «Chromatica II»                    |                                 |      |
| 8.  | «911»                              | BloodPop Madeon                 |      |
| 9.  | «Plastic Doll»                     | BloodPop Skrillex               |      |
| 10. | «Sour Candy» (amb Blackpink)       |                                 |      |
| 11. | «Enigma»                           |                                 |      |
| 12. | «Replay»                           |                                 |      |
| 13. | «Chromatica III»                   |                                 |      |
| 14. | «Sine from Above» (amb Elton John) | Axwell                          |      |
| 15. | «1000 Doves»                       |                                 |      |
| 16. | «Babylon»                          | BloodPop Tchami Boys Noize      |      |